# Bokros-Paket
Als Bokros-Paket (ungarisch: Bokros-csomag), benannt nach dem damaligen ungarischen Wirtschaftsminister Lajos Bokros, ist eine Reihe von Austeritäts-Maßnahmen bekannt, die das ungarische Kabinett Horn am 12. März 1995 verabschiedete. Der Katalog restriktiver fiskalpolitischer Maßnahmen hatte das Ziel, den drohenden Staatsbankrott zu verhindern. Zuerst wurde im März 1995 ein Mechanismus der schrittweisen Abwertung des Forints eingeführt (genannt Crawling Peg), um das bedrohliche Defizit in der Handelsbilanz zu bewältigen. Die Sozialleistungen wurden eingeschränkt, zum September 1995 wurden allgemeine Studiengebühren eingeführt, die Nominallöhne im öffentlichen Dienst sollten nunmehr nur 6–15 % steigen, was unter den Bedingungen der Inflationsrate von 20 % eine erhebliche Senkung des Reallohnes bedeutete. Nebst Sparungen wurde der Privatisierungsprozess beschleunigt.
Das Bokros-Paket löste heftige Kritik aus. Bei der Bevölkerung war das Paket zutiefst unpopulär. Die rechte bzw. rechtskonservative Opposition brandmarkte die Maßnahmen als katastrophal, zudem gab es Unzufriedenheit und Kritik seitens des linken Flügels der MSZP und ihrem Gewerkschaftsflügel. Drei Minister traten zurück. Dennoch konnte der Ministerpräsident Horn die Mehrheit der Sozialisten hinter sich bringen.
Obwohl das Bokros-Paket eine erhebliche Senkung des Realeinkommens zur Folge hatte, erlebte die ungarische Wirtschaft seit 1997 einen neuen Aufschwung: 1997 bis 2000 wuchs sie mit jährlichen Raten von 4,2 % bis 5,2 %.